# Mário Lima
Mário Soares Lima (Glória (BA), 19 de fevereiro de 1935 - Salvador, 10 de julho de 2009) foi um político brasileiro. É filho de Manoel de Sousa Lima e Emília Soares Lima e foi casado com Leda Del Rei, com quem teve nove filhos.  Foi fundador e presidente, de 1962 a 1964, e secretário, de 1960 a 1962, do primeiro sindicato de petroleiros do País, o Sindicato dos Trabalhadores da Indústria do Petróleo (Sindipetro) da Bahia.  
O seu primeiro Mandato como deputado federal foi em novembro de 1962, sob o Partido Socialista Brasileiro (PSB).  A sua permanência no cargo, que iria de 1963 a 1967, foi cassada no dia 10 de abril de 1964, devido ao artigo 10 do Ato Institucional Número Um, de 09 de abril de 1964.  Mário Soares foi perseguido e preso pela ditadura militar, ficando detido durante quatro meses em Salvador, o que resultou também na destituição do seu mandato sindical e na sua demissão da Petrobrás. Somente em agosto de 1964, que foi transferido para a ilha de Fernando de Noronha, onde ficou até dezembro.
Libertado depois do segundo habeas corpus, com o Ato Institucional Número Cinco, sofreu novamente com a perseguição do regime militar e teve de viver de modo clandestino até o ano de 1970, quando retornou à Bahia com sua família, que incluía sua esposa, Leda, e mais cinco filhos. Foi preso na Casa de Detenção, e então depois na Penitenciária Lemos de Brito. Somente no próximo ano, precisamente em agosto de 1971, foi absolvido pelo Superior Tribunal Militar (STM) e libertado.
Não conseguiu participar da fundação do Movimento Democrático Brasileiro (MDB), em 1966. No entanto, após a revogação do Ato Institucional Número Cinco, em janeiro de 1979, Mário Soares Lima retomou suas atividades, ao se filiar ao MDB, que era partido de oposição ao regime militar. O Tribunal Federal de Recursos decidiu no mesmo ano a reintegração aos quadros da Petrobras, de modo que Mário foi anistiado em agosto de 1980. Uma vez extinto o bipartidarismo em 29 de novembro de 1979, pôde filiar-se ao Partido do Movimento Democrático Brasileiro (PMDB). Concorreu a Deputado Federal pela Bahia no ano de 1982, mas não alcançou a sua eleição. Foi o primeiro suplente para a legislatura durante 1983 até 1987.  Assumiu o cargo somente no período de 14 de março de 1985 a 14 de fevereiro de 1986, uma vez que a vaga fora deixada por Carlos Santana, nomeado para o Ministério da Saúde. Durante esse período, Mário Lima foi titular das comissões de Minas e Energia, e de Trabalho e Legislação Social.
Com a aproximação da promulgação da Constituição Brasileira de 1988, Mário recuperou de vez as suas funções legislativas na Câmara.  Foi eleito pelo PMDB como deputado federal constituinte em novembro de 1986, e pôde seguir seu Mandato, que durou até do ano de 1987 até 1991.  Durante o tempo que assumiu o cargo, foi representante da Câmara dos Deputados nos congressos da Organização Internacional do Trabalho (OIT), em Genebra.
 Mas não conseguiu a reeleição em outubro de 1990, deixando a Câmara em janeiro de 1991. No próximo mês, reiniciou a sua função na Petrobras e então tornou-se assessor da presidência para articulações com o Congresso, função que assumiu pelos seus últimos dezoito anos de vida.

## Início de Vida
Mário Soares Lima é o filho mais novo do casal Manuel de Souza Lima e D. Emilia Soares Lima. Seus anos de infância foram junto de seus pais e quatro irmãos na cidade de Glória, sertão baiano, próxima às margens do Rio São Francisco. Lá Mário foi alfabetizado e cursou o primário.
Durante a sua adolescência, foi para a casa de alguns parentes, em Salvador, no ano de 1947. Lá estudou nos colégios Severino Vieira e Central e foi engajado, sendo líder dos estudantes e Presidente do Grêmio Estudantil. Fez parte da geração de ouro, ao lado de outras figuras como Glauber Rocha, Calazans Neto e Paulo Gil Soares. Em março de 1958, entrou na Petrobras por via de um concurso público. Aos 24 anos de idade, foi aprovado em 1º lugar em um exame para operador, de modo que veio a ser operador chefe da planta de lubrificantes.

## Sindicalismo
Tornou-se membro da 1ª Diretoria e é responsável pela fundação do Sindicato dos Petroleiros (Sindipetro). Em 1960, no mês de abril, foi responsável por trazer do Rio de Janeiro o Diário Oficial da União, com a publicação da Carta Sindical, documento assinado pelo Ministro do Trabalho, Parcival Barroso, pertencente ao governo Juscelino Kubitschek. Liderou, no mesmo ano, a greve que equiparou os salários dos petroleiros do Nordeste aos do Sul. Mário ainda conseguiu assistência médica integral, gratificação de férias, 30% de periculosidade, adicional de turno, entre outras conquistas. 